# كريستوفر جي. دونوفان
كريستوفر جي. دونوفان (بالإنجليزية: Christopher G. Donovan)‏ هو سياسي أمريكي، ولد في 22 أكتوبر 1953 في الولايات المتحدة. حزبياً، نشط في الحزب الديمقراطي. وقد انتخب عضو مجلس نواب كونيتيكت.